# Anita Strindberg
Anita Strindberg, egentligen Karin Anita Margareta Edberg Sizouri, född 19 juni 1937 i Sofia församling i Stockholm, är en svensk skådespelare.
Hon medverkade i ett par svenska filmer under födelsenamnet Anita Edberg i slutet av 1950-talet, däribland titelrollen i Sköna Susanna och gubbarna (1959). Hon är mest känd för sin karriär i Italien, där hon på 1970-talet medverkade i en rad giallo-filmer under namnet Anita Strindberg. Hon gjorde huvudroller i filmer som La coda dello scorpione (1971), Chi l'ha vista morire? (1972) och Il tuo vizio è una stanza chiusa e solo io ne ho la chiave (1972).
Anita Strindberg var 1958 till 1965 gift med Louis Lindo Marzaroli och från 1992 Lucien Sizouri.

## Filmografi
- Blondin i fara (1957)
- Sköna Susanna och gubbarna (1959)
- Quella chiara notte d'ottobre (1970)
- Una lucertola con la pelle di donna (1971)
- La coda dello scorpione (1971)
- Coartada en disco rojo (1972)
- All'onorevole piacciono le donne (1972)
- Chi l'ha vista morire? (1972)
- Il tuo vizio è una stanza chiusa e solo io ne ho la chiave (1972)
- Forza 'G' (1972)
- Al tropico del cancro (1972)
- Partirono preti, tornarono... curati (1973)
- Kvinnofängelset (Diario segreto da un carcere femminile) (1973)
- Contratto carnale (1974)
- La profanazione (1974)
- Milano odia: la polizia non può sparare (1974)
- L'uomo senza memoria (1974)
- Besatt – exorcism (L'anticristo) (1974)
- La verginella (1975)
- La segretaria privata di mio padre (1976)
- L'inconveniente (1976)
- The salamander (1981)
- Murder obsession (1981)